# Pian Camuno
Pian Camuno (Pià in dialetto camuno, Plà nella pronuncia locale) è un comune italiano di 4 764 abitanti della bassa Val Camonica, provincia di Brescia, in Lombardia.

## Geografia fisica

### Territorio
Pian Camuno si trova in bassa Val Camonica, a poca distanza dal Lago d'Iseo e da Darfo Boario Terme.
Il Comune si trova a 244 m s.l.m. ed è classificato come comune montano. Il territorio di Pian Camuno è prevalentemente montuoso, si estende per una superficie di 11,1 km² ed è lambito dal fiume Oglio che separa la sponda bresciana da quella bergamasca.
Gli abitanti di Pian Camuno sono conosciuti con il nome di piancamunesi. Il comune è suddiviso in frazioni tra cui Solato, Vissone e Beata, condivide con il Comune di Artogne la località di Montecampione e confina con Pisogne, Costa Volpino, Artogne e Rogno.

## Origini del nome
Dal latino planus, area piana, unito a camuno, di Val Camonica.
Denominata così da decreto reale l'11 gennaio 1863, chiamandosi prima Piano.

## Storia
L'antico paese di Piano è associato alla "corte Predellas" confermata dall'imperatore Lotario I al Monastero di Santa Giulia di Brescia il 15 dicembre 837.
La camunità della vicinia di Piano è presente con Sterno e Alberto de Pratelli all'accordo coi Signori della Valle nel 1200.
Il 12 marzo 1233 la famiglia guelfa dei Brusati è infeudata delle terre di Piano.
Nel 1331 Zanone detto Mastaglio e Ziliolo, figli di Bojaco di Darfo acquistano da Ghirardo Brusati, per 2 663,5 libbre imperiali tutti i terreni che egli possedeva a Piano, Artogne e Gratacasolo.
Un disegno di Leonardo da Vinci con la mappa del Sebino e della Valle Camonica datato 1510 annota il Comune come "Pià".
Nel 1579 la vicinia di Piano, assieme a quelle di Vissone e Solato, si rifiuta di pagare le decime ai Federici: il vescovo di Brescia Giovanni Dolfin pone il paese sotto interdetto. San Carlo Borromeo, in visita nel 1580 in Val Camonica si rifiuta di sostare a Piano. La comunità decide allora di ritrattare sulle decime, e il 4 settembre Carlo Borromeo, durante il viaggio di ritorno, passa per Piano.
Nel XVII secolo Giovanni Da Lezze conferma che nel paese non esistevano più famiglie nobili:
(Giovanni Da Lezze, Catastico Bresciano, 1609- 1610)
Nel 1804 Piano e Artogne vengono fusi assieme, e Piano diviene una frazione d'Artogne
).
Il 6 dicembre 1809 si nascosero in una cascina quaranta disertori dell'esercito napoleonico. Scoperti, diversi riuscirono a fuggire, ma 16 rimasero imprigionati nella struttura che venne data alla fiamme. Del fatto permane un dipinto su una facciata di un fienile risalente al XIX secolo.
Nel 1863 Piano assume il nome di Pian Camuno.
Tra il 1816 e il 1859 il comune prende il nome di comune di "Piano con Beata, Solato e Vissone". Dal 1859, con l'annessione al Regno d'Italia, diviene Pian Camuno.
Il 14 maggio 1918 arriva la 35ª Squadriglia che resta fino al 10 luglio.
Tra il 1927 e il 1957 Pian Camuno e Artogne sono fusi assieme in un unico comune (Pian d'Artogne).
Verso il 1960, a causa di una frana, un enorme masso ostruì il corso del canale idroelettrico provocando una fortissima alluvione che allagò completamente il paese sotto alcuni metri di acqua e fango, causando anche una vittima.
Pian Camuno si è molto sviluppato negli ultimi anni, espandendo la propria area residenziale molto al di fuori del vecchio centro abitato e divenendo uno dei borghi più popolosi della Val Camonica.
Inoltre l'insediamento di numerose attività industriali e artigianali ha dato origine, nel tempo, a un'area piuttosto sviluppata nel fondovalle.

### Simboli
Lo stemma e il gonfalone sono stati concessi con D.P.R. del 23 marzo 1970.
Il gonfalone è un drappo partito di rosso e di giallo.

## Monumenti e luoghi d'interesse

### Architetture religiose
Le chiese di Pian Camuno sono:

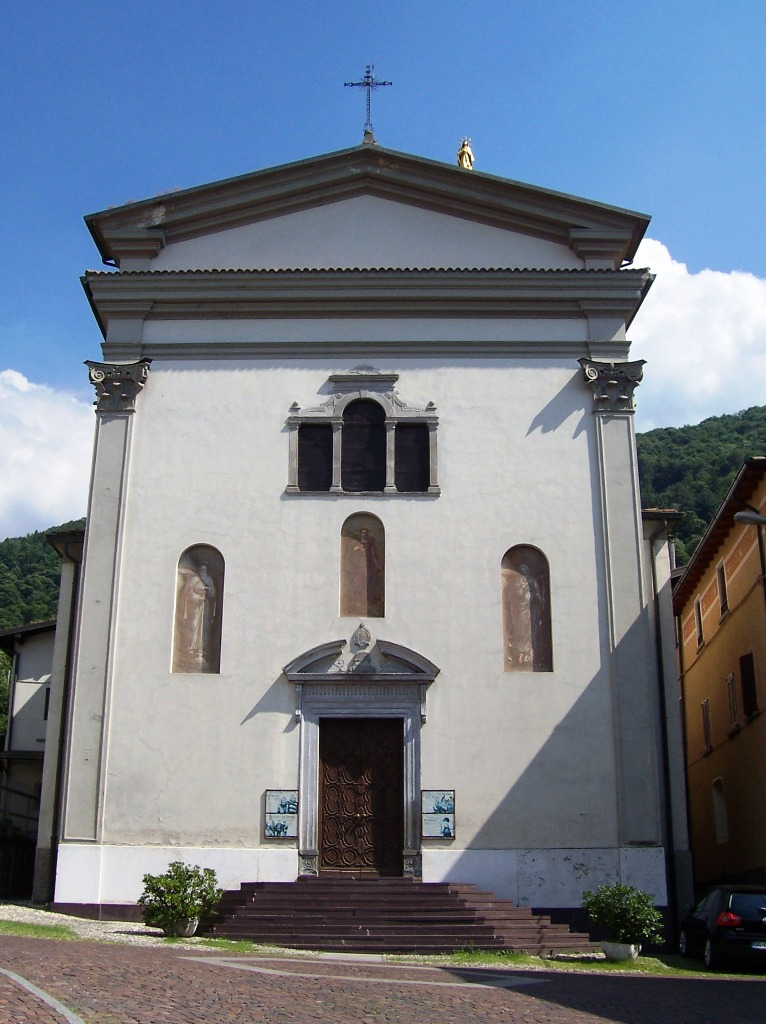
Parrocchiale di Sant'Antonio

- Chiesa di Santa Maria della Rotonda, originale costruzione quattrocentesca con portale in pietra simona datato 1439; contiene un ciclo di affreschi della scuola di Giovan Pietro da Cemmo.
- Chiesa di Santa Giulia, pieve quattrocentesca ad aula unica, ampliata nel XV secolo.
- Chiesa parrocchiale di Sant'Antonio abate, del XVII secolo.
- Chiesa del Patrocinio della Beata Vergine Maria a Beata

### Architetture civili

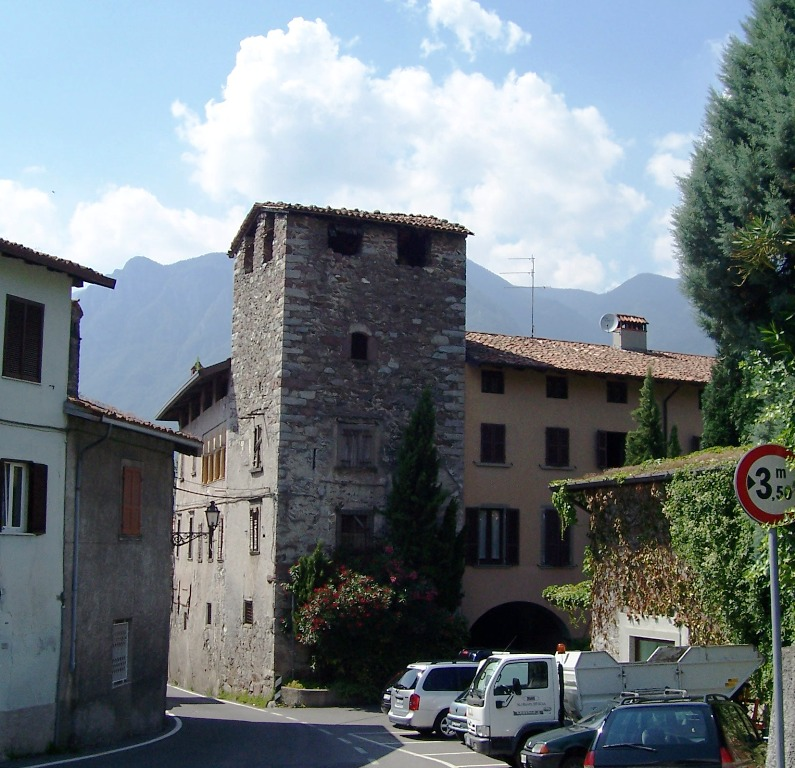
Torre Poiatti

In centro storico è presente Torre Poiatti, inserita in un complesso di edifici settecenteschi edificata nel XII secolo. Nella frazione Beata vi è un'altra torre, Torre Alta.

## Società

### Evoluzione demografica
Abitanti censiti

### Etnie e minoranze straniere
Secondo i dati forniti dal Comune, al 31 dicembre 2024 la popolazione straniera residente è di 675 persone, di cui 355 maschi e 320 femmine. Le nazionalità maggiormente rappresentate in base alla loro percentuale sul totale della popolazione residente sono:
1° Romania
2° Bosnia ed Erzegovina
3° Albania
4° Marocco
Nel 2024, hanno acquisito la cittadinanza italiana 12 stranieri.

### Tradizioni e folclore
Gli scütüm sono nei dialetti camuni dei soprannomi o nomiglioli, a volte personali, altre indicanti tratti caratteristici di una comunità. Quello che contraddistingue gli abitanti di Pian Camuno è Mahì, Pè Piàcc, Caramele de Pià.
È tradizione che l'abitato di Pian Camuno sia stato in tempi antichissimi distrutto e sepolto da una frana, per poi essere ricostruito a poca distanza.
A maggio è ormai tradizionale la festa di Santa Giulia con la consueta camminata.
Nel mese di giugno si tiene presso la piazza principale la festa degli Alpini
La festa patronale di Sant'Antonio Abate cade il 17 gennaio; nell'occasione presso la chiesa parrocchiale avviene la benedizione degli animali.
Per alcuni anni, prima a gennaio e poi d'estate, si è tenuto il festival "La Nota d'Oro", concorso canoro per talenti provenienti dalla Valle Camonica, che ha raggiunto le 11 edizioni, cessando a luglio 2014.

## Geografia antropica

### Frazioni
- Beata
- Solato
- Vissone
- Fane
- Montecampione

## Amministrazione

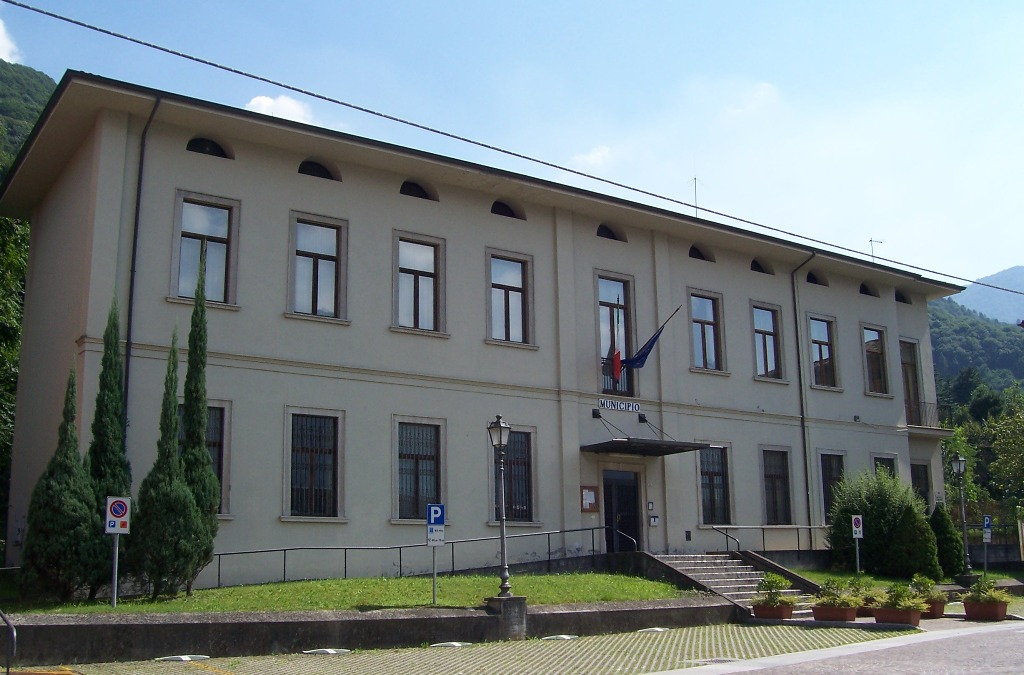
Il municipio di Pian Camuno.

| Periodo        | Periodo        | Primo cittadino            | Partito                         | Carica  | Note |
| -------------- | -------------- | -------------------------- | ------------------------------- | ------- | ---- |
| 16 giugno 1988 | 7 giugno 1993  | Giuseppe Giovanni Garatti  | DC                              | Sindaco |      |
| 7 giugno 1993  | 28 aprile 1997 | Giuseppe Recaldini         | lista civica di centro-sinistra | Sindaco |      |
| 28 aprile 1997 | 30 maggio 2006 | Giuseppe Garatti           | Forza Italia                    | Sindaco |      |
| 30 maggio 2006 | 6 giugno 2016  | Renato Pe                  | lista civica di centro-destra   | Sindaco |      |
| 6 giugno 2016  | in carica      | Giorgio Giovanni Ramazzini | lista civica di centro-destra   | Sindaco |      |

## Infrastrutture e trasporti

### Strade
Il territorio comunale è attraversato dalla strada statale 42 del Tonale e della Mendola. La strada principale è la strada statale 510 Sebina Orientale. Da Pian Camuno è possibile raggiungere la stazione di villeggiatura di Montecampione passando per le frazioni Solato e Vissone.

### Ferrovie
La stazione di Pian Camuno-Gratacasolo è una delle fermate della linea Brescia-Iseo-Edolo.

## Sport

### Calcio
Il club calcistico comunale è il FC Pian Camuno, la cui esistenza si è interamente dipanata nelle divisioni dilettantistiche lombarde.

### Ciclismo
La società ciclistica dilettantistica locale è il G.S. Pian Camuno, che ogni anno ad agosto vi organizza una gara ciclistica di categoria juniores.
A Pian Camuno è transitato il Giro d'Italia in occasione degli arrivi in quota a Montecampione negli anni 1982, 1998 e 2014, rispettivamente con le vittorie di Bernard Hinault, Marco Pantani e Fabio Aru.

### Karate
A Pian Camuno ha sede l'ASD Master Rapid SKF CBL, karate club tra i maggiori d'Italia fondato dal tecnico Francesco Maffolini con sede alla palestra PalaPubblitime: gli atleti che vi si sono formati hanno vinto oltre 20 medaglie internazionali WKF (Word Karate Federation).

### Tennis
Presso il Bar dello Sport di Santa Giulia, accanto allo Stadio Comunale, sono presenti 2 campi da tennis: uno scoperto e uno coperto, entrambi di cemento rosso. Il 25 aprile 2019 sono stati inaugurati i nuovi spogliatoi della struttura.

## Galleria d'immagini

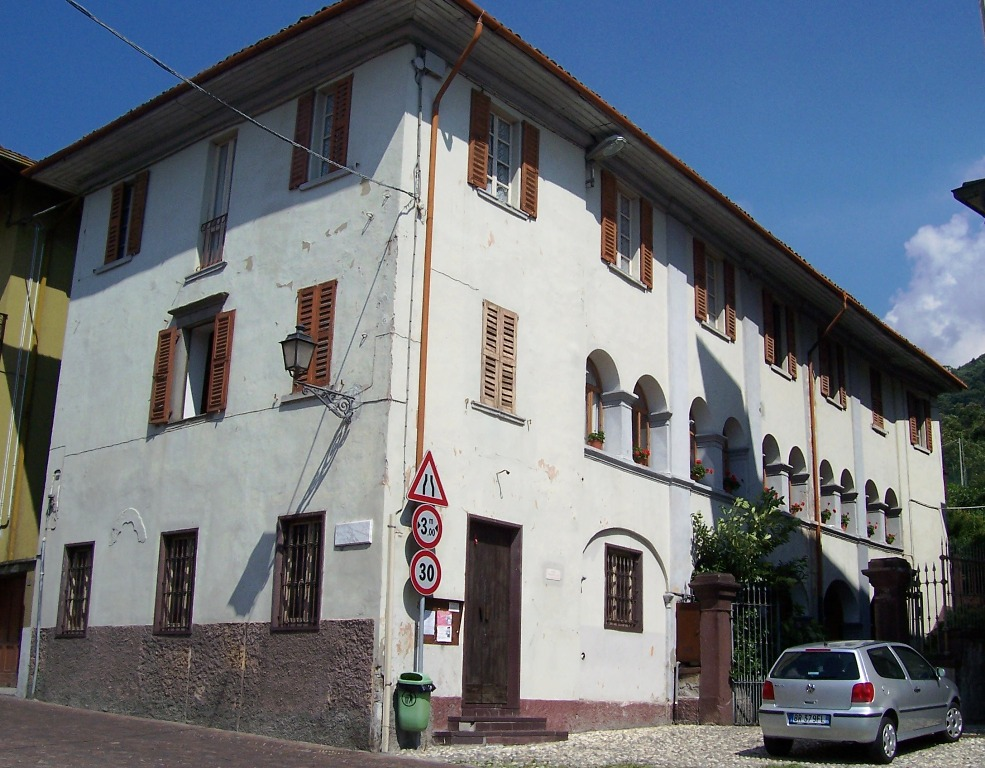
Centro storico
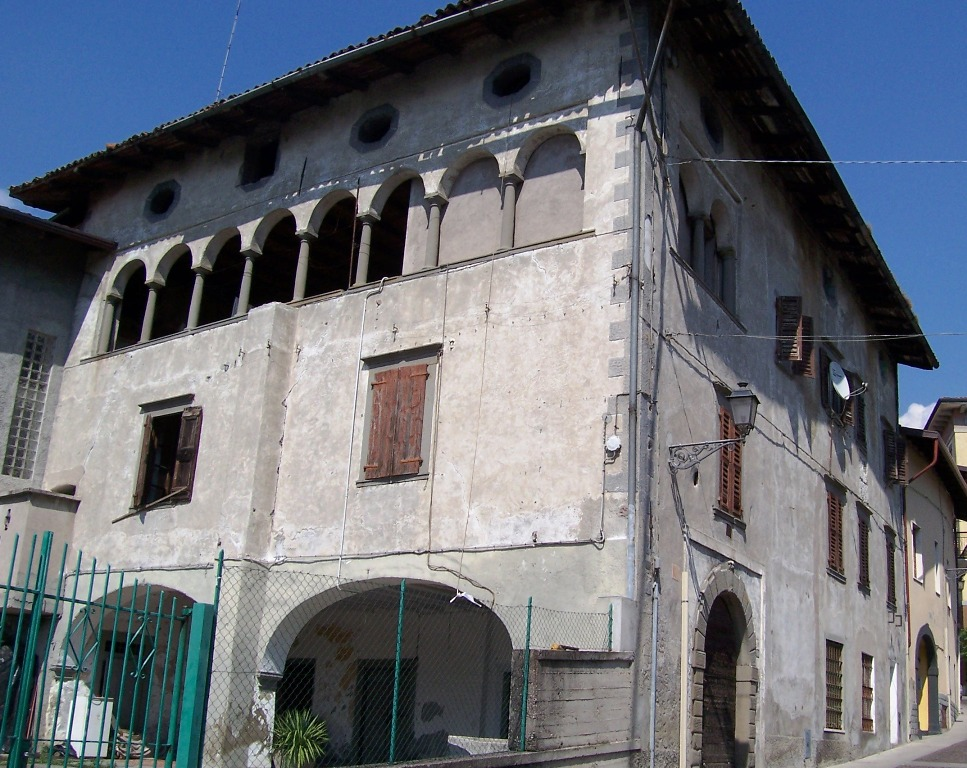
Centro storico
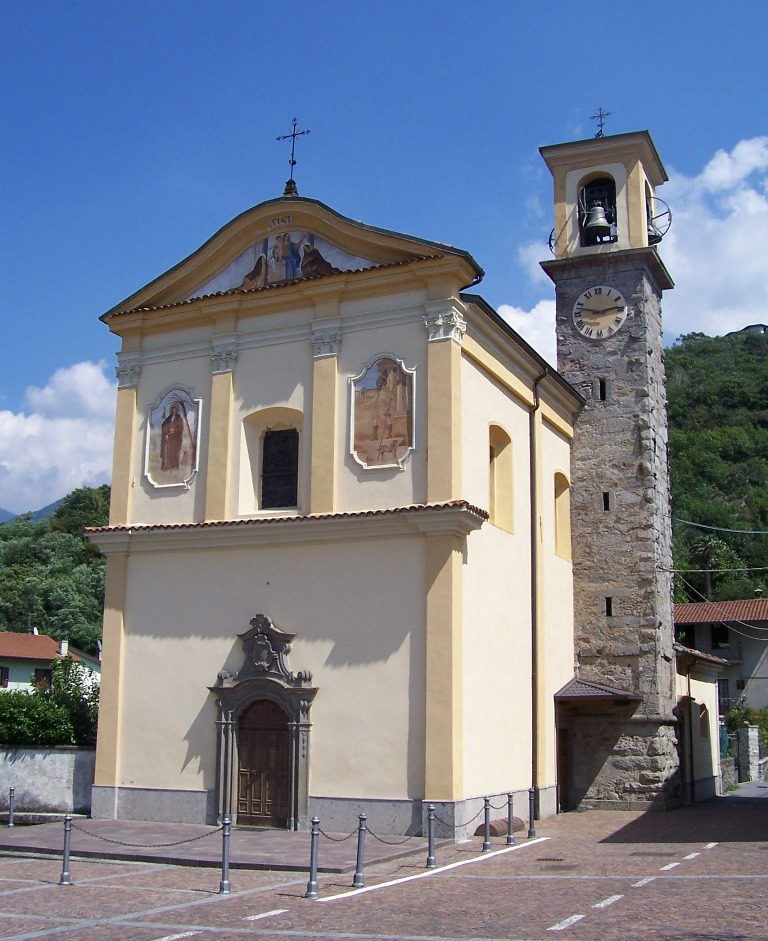
Beata
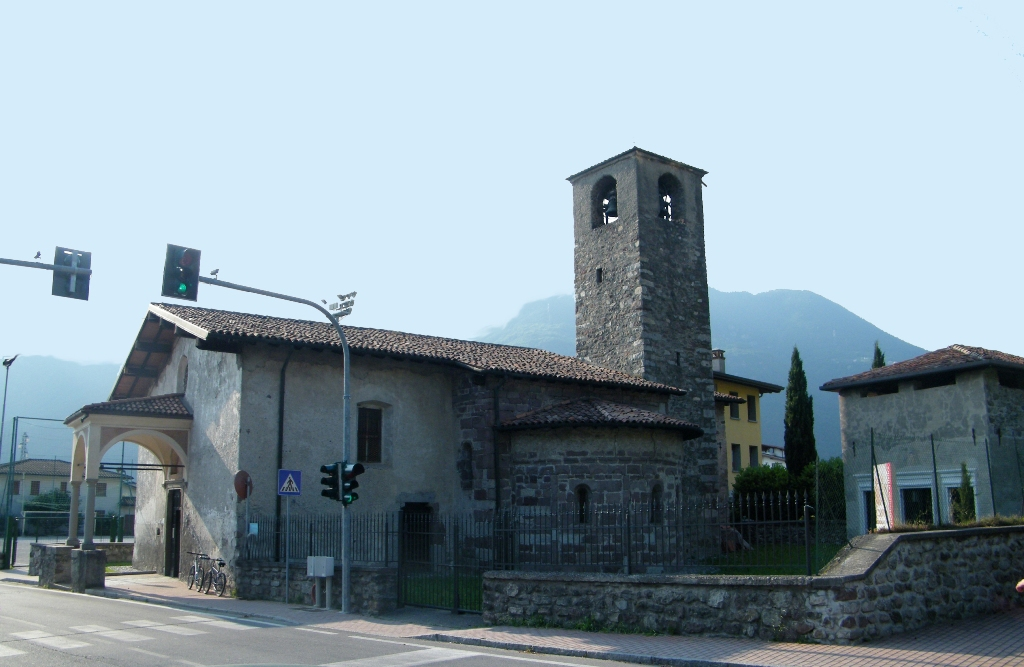
S.Giulia
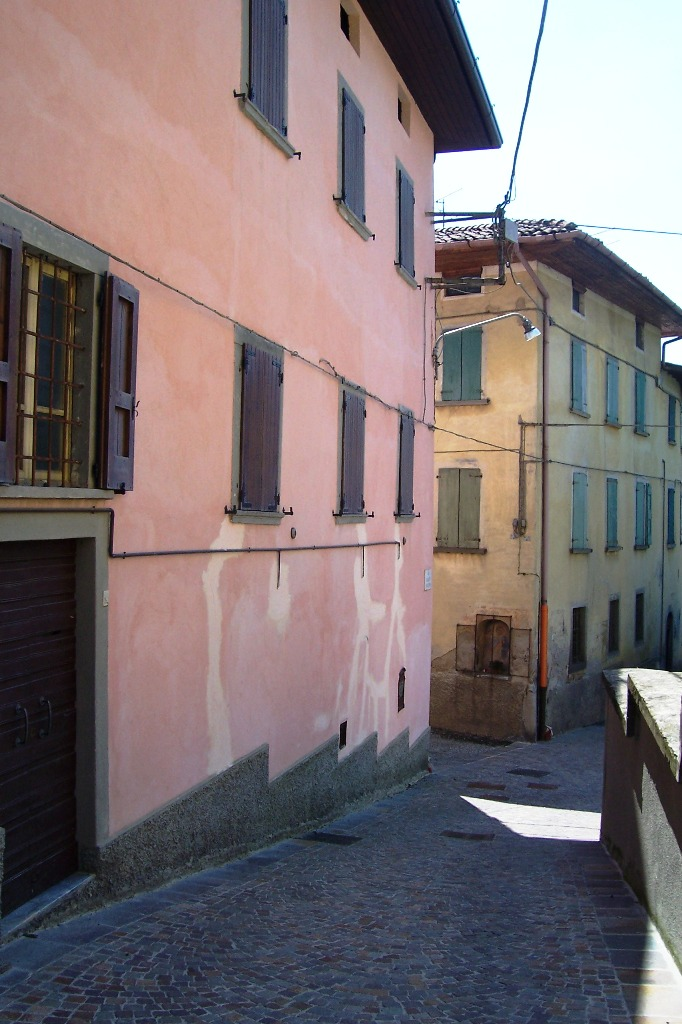
Solato
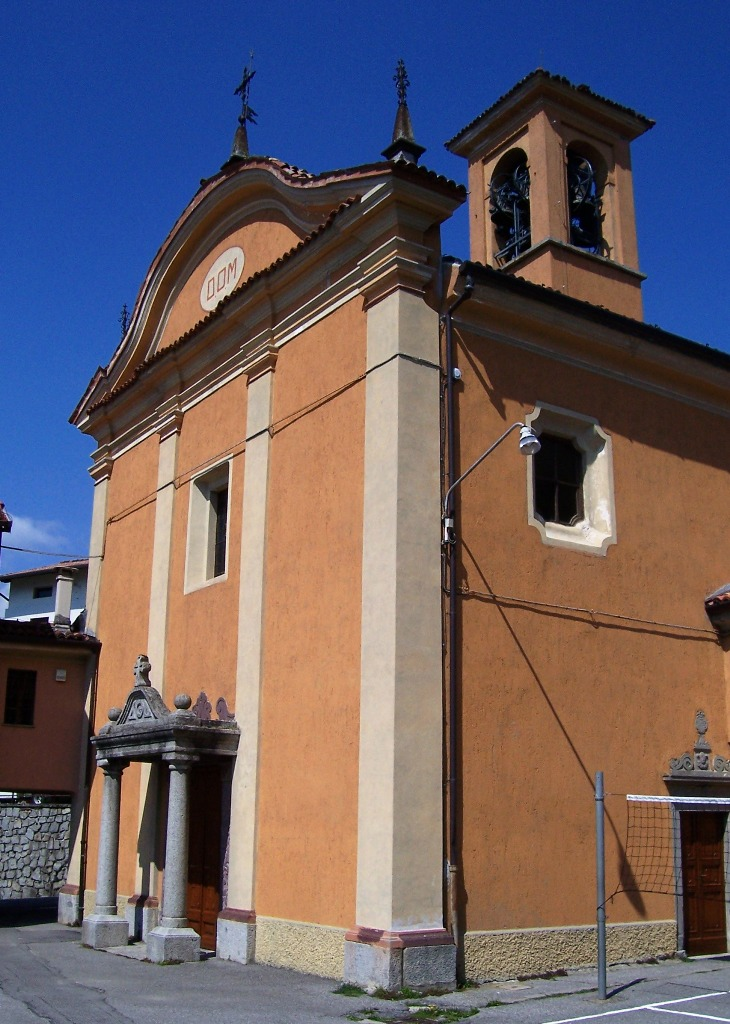
Vissone